# Grupo Islámico Combatiente Libio
El Grupo Islámico Combatiente Libio, también conocido como Libyan Islamic Fighting Group (LIFG) o Al-Jama’a al-Islamiyyah al-Muqatilah bi-Libya (en árabe: الجماعة الإسلامية المقاتلة بليبيا‎), fue una red armada islamista surgida con el propósito de derrocar al dictador libio Muamar el Gadafi que operó entre 1995 hasta 2017.
El LIFG fue fundado en 1995 por Abu Laith Al Libi y otros libios que lucharon contra las fuerzas invasoras soviéticas en Afganistán. Su objetivo era establecer un estado islámico en Libia y, en febrero de 1996, intentaron sin éxito asesinar a Gadafi.
A raíz de los atentados del 11-S y la guerra contra el Terrorismo, el grupo fue prohibido mundialmente y categorizado coma una organización terrorista en la Comisión 1267 de Naciones Unidas. A pesar de ello, el LIFG negó tener vínculos con Al-Qaeda, recalcando que se negó a participar en ninguno de los ataques contra Occidente que Osama Bin Laden llevaba a cabo desde 1998.
En marzo de 2011, el LIFG se unió a los revolucionarios que trataban de derrocar a Gadafi y se declaró leal al Consejo Nacional de Transición. Fue entonces rebautizado como Movimiento Islámico Libio (al-Harakat al-Islamiya al-Libiya), y originalmente contaba con más de medio millar de militantes.
Tras la caída del régimen y la ejecución de Gadafi, el grupo se convirtió en uno de los principales actores del escenario político libio. Uno de sus líderes, Abdelhakim Belhadj, fue nombrado líder del Consejo Militar de Trípoli y fundó su propio partido político, el Partido al-Watan. Ismail Sallabi, otro de los líderes de la organización, declaró al Washington Post que aspiraban a «ser un buen gobierno que se base en el Islam, que respete los derechos humanos y las libertades personales».
En 2014, con el comienzo de una nueva guerra entre todos aquellos actores que derrocaron a Gadafi, la organización mantuvo un perfil bajo, si bien algunos de sus integrantes han participado en combates contra las fuerzas del Gobierno de Acuerdo Nacional. Otros se han unido a grupos más radicales, como el Consejo de la Shura de los Muyahidines de Derna.